# Hamadryas xenia
Hamadryas xenia är en fjärilsart som beskrevs av Hans Fruhstorfer 1916. Hamadryas xenia ingår i släktet Hamadryas och familjen praktfjärilar. Inga underarter finns listade i Catalogue of Life.